# Hailey Langland
Hailey Langland (San Clemente, 2 agosto 2000) è una snowboarder statunitense.

## Biografia
In Coppa del Mondo di snowboard ha esordito il 22 agosto 2015 a Cardrona, salendo sul podio al terzo posto.
In carriera non ha preso parte né a rassegne olimpiche né iridate.

## Palmarès

### Coppa del Mondo
- Miglior piazzamento in classifica generale di freestyle: 10ª  nel 2017
- 5 podi:
  - 4 secondi posti
  - 1 terzo posto